# エロイカ変奏曲
ピアノのための変奏曲 変ホ長調 作品35は、ルートヴィヒ・ヴァン・ベートーヴェンが作曲したピアノ独奏のための変奏曲。1802年に作曲され、翌1803年にブライトコプフ・ウント・ヘルテル社から出版された。カール・アロイス・フォン・リヒノフスキー侯爵に献呈されている。
初版の表紙には「ピアノのための変奏曲」としか書かれていないが、ベートーヴェンがブライトコプフ・ウント・ヘルテル社に渡した自筆譜の表紙と第1ページには、単に「変奏曲」としか書かれていない。後に「創作主題による15の変奏曲とフーガ」、「プロメーテウス変奏曲」、「エロイカ変奏曲」など、作曲者によるものでない通称が使用されて後の出版譜にも出回っている。

## 関連作品
この曲に使用されている主題は作曲者自身が多くの可能性を感じ、4つの異なる作品に異なった形で使用され、ベートーヴェンの全作品の中でも非常に珍しい存在とみなされている。その4作品は、作曲の着手順に下記となる。
|   | 作曲年        | 作品名                                                     | テンポ表記               | 編成            | 形式                               |
| - | ------------- | ---------------------------------------------------------- | ------------------------ | --------------- | ---------------------------------- |
| 1 | 1791-1802年   | 「12のコントルダンス」WoO14の第7曲                         | 指定なし                 | 小オーケストラ  | 三部形式                           |
| 2 | 1800-1801年   | バレエ音楽「プロメーテウスの創造物」作品43の第16番（終曲） | Allegretto               | 2管オーケストラ | 大ロンド形式                       |
| 3 | 1802年        | 本作品：ピアノのための変奏曲 変ホ長調 作品35               | Allegretto vivace        | ピアノ独奏      | 変奏曲（二重フーガ要素を融合）     |
| 4 | 1802頃-1804年 | 交響曲 第3番「英雄」の第4楽章（終楽章）                    | Allegro molto 2分音符=76 | 2管オーケストラ | 変奏曲（フーガとソナタ要素を融合） |

4作品で同じ主題の箇所に同じテンポ指示がなされているわけではない。本作品のテンポ指定はAllegretto vivaceとなっており、これは自筆譜や初版譜にはこの通り記載されていることが確認される。ベートーヴェンの時代では、まだ楽譜の書き方や楽語などが試行錯誤で一律化していない時期であり、後の時代にAllegretto vivaceというテンポ表記が一般に定着しなかったため、Allegretto vivaceというテンポは後の時代に見かけない珍しい記述と言える。Allegro vivaceは速めのAllegroであるが、Allegretto vivaceは速めのAllegrettoと理解される。同時期の作品であるピアノソナタ第18番 変ホ長調 作品31-3の第2楽章スケルツォもAllegretto vivaceである。
バレエ音楽「プロメーテウスの創造物」作品43の第16番ではAllegrettoと書かれており、本作品よりテンポは遅いことになる。
交響曲 第3番「英雄」の第4楽章にはメトロノーム速度まで記載されているが、実際に非常に速いテンポであり、Allegro moltoと書かれていることからも、本作品と同じテンポではないと理解される。
これらのことから、「プロメーテウス変奏曲」や「エロイカ変奏曲」という俗称にとらわれて、それらと同じテンポで演奏しようとすることはベートーヴェンの意図とは異なることになり、あくまでもベートーヴェンはこの曲において、それら2作品と異なるテンポを意識してテンポ指定していることが理解される。

## 主題
ベートーヴェンはブライトコプフ・ウント・ヘルテル社に対して「本当に全く新しい手法」で作曲したと語った。実際に、「変奏曲」に「二重フーガ」の要素を盛り込んだ曲として作曲されており、2種類の異なる主題が組み合わせることのできる関係となっている。

変奏主題（ソプラノ主題/バス主題/リズム素材）とフーガ主題（基本形/反行形）

変奏部分で扱われる主題は、「ソプラノ主題」と「バス主題」の2種類がある。ここで称する主題は、本来の形で主題が提示された際にソプラノとバスが定位置である関係に由来するだけであって、実際にソプラノ声部やバス声部以外の声部で扱われる場面もある。また、この主題の中には3音の同音反復による「リズム素材W」とそれを半分のリズムに短縮した「リズム素材w」が変奏の多くの箇所で強調され、音楽を引き締める効果を発揮している。
この2つの主題の内、「バス主題」の冒頭4音である「素材ɴ」を用いて、後に「フーガ主題[N]」が新たに提示される。「フーガ主題[N]」の音高を逆にした「フーガ主題[И]」もフーガ部分後半で現れる。一般的なフーガは、提示において主題をなるべく完全な形で扱うが、この作品のフーガ部分では、主題が毎回必ず完全な形で現れるように厳密に組み込まれてはいない。しかし、主題の末尾が少しずつ短くされ、後に最初の4音を主要素材として扱うようになるが、それを後述する理由で変形させ、1/2や1/4のリズムに短縮したり、更に冒頭の2音だけという限界まで切り詰めて切迫（ストレッタ）させている。
変奏の中には、2声によるカノンや、3声による模倣も含まれるため、バッハによる極めて特殊な変奏曲と言える「ゴルトベルク変奏曲」に触発された変奏曲であることが認められる。

## 曲の構成

フーガ主題（基本形/反行形）と4音素材

序奏1
「バス主題」1声部だけ奏でられる。
序奏2
テノール音域での「バス主題」にアルト音域の1声部が加えられ、計2声部で奏でられる。
序奏3
アルト音域での「バス主題」にソプラノ音域と低めのテノール音域の2声部が加えられ、計3声部で奏でられる。
序奏4
ソプラノ音域での「バス主題」にアルト音域とテノール音域とバス音域の3声部加えられ、計4声部で奏でられる。
主題
「バス主題」と「ソプラノ主題」が同時に奏でられる。以後の変奏では、「ソプラノ主題」の変奏中心に進むため、ここで主題の主役が交代されることになる。以後、「バス主題」は主題としての主張がなく、和声の装飾が増えるごとにバス旋律線が大きく変わっていくため、「バス主題」は徐々に後退していく。
第1変奏
「ソプラノ主題」に内包する和声進行の中を16分音符による分散和音で上下する走句と、舞踏的な軽い伴奏との組み合わせ。オクターヴの動きや、半音階的前打音が特徴的に多用される。
第2変奏
16分音符による3連符の動きを旋律の主体とする。第1変奏と同じく「ソプラノ主題」に内包される和声進行の中を分散和音で上下する走句で作られている。第2変奏であるが、序奏から数えて7番目の楽曲に該当し、既に十分に熱を帯びてきているため、主題のフェルマータ部分にカデンツァを含んだ変奏となっている。
第3変奏
第1変奏と第2変奏は和音構成音を用いたアルペジオによる走句で変奏されていたのに対し、ここで和音を特徴として、リズムを表に打ち出した音楽を登場させている。倚音3つを合わせた倚和音も特徴的な表情として現れる。
第4変奏
バス音域に16分音符の走句を担当させつつ、これまでと同じく「ソプラノ主題」に内包される和声進行を分散和音で上下する。
第5変奏
旋律的で美しい変奏を挟み、高揚に向かってきた変奏を違う音楽的方向へと向かわせる。シンコペーションによる新しい素材をソプラノ旋律が提供するが、中間部でそれが3声部の模倣（素材を真似して異なる声部に引き継ぐ）を織り成す。
第6変奏
主調である変ホ長調のままの「ソプラノ主題」に対して、ハ短調の和声を付け、バスの走句を展開する。旋律は変ホ長調のより標準に近い主題である一方、バス音域は異質なハ短調を繰り広げる。後半部分の繰り返し後には、主調の変ホ長調に復帰する。
第7変奏
オクターヴ関係の2声によるカノンである。ここで、初めて本格的に対位法が使われる変奏が現れ、第5変奏が軽い多声化で通り過ぎたのに対し、ここではバッハの「ゴルトベルク変奏曲」からの影響を表に打ち出す。しかし、旋律そのものは分散和音の中を飛び跳ねる音形が多いため、多声音楽らしさは希薄で、分散和音的な音楽で終わる。
第8変奏
ここで「ソプラノ主題」の存在が希薄になり、主題は和声進行の骨格で感じることを意識させている。「リズム素材W」も、本来とは異なる場所にあえて配置されており、ベートーヴェンが意図的に主題の姿をぼかしていることが感じられる。
第9変奏
ミュゼットの響きの上に重音の超絶技巧が駆け巡る。ミュゼットは、低音域で前打音によっており、重音は高音域で8分音符の3連符が3度音程を基本に和音構成音の中を上下する。ピアノの鍵盤でこのような楽句を弾くことは、非常に難しいことで、鍵盤音楽で敬遠される楽句をあえて高速で弾かせた点に、当時のベートーヴェンがピアニスムの最先端を担っていたことを認識させる内容である。
第10変奏
変奏曲の中で、チェンバロ曲でよく見られるような片手がもう片手の上を左右に行き来する楽句はお決まりであるが、ここでは右手の上を左手が行き来するのに加えて、ベートーヴェンは半音階的な和声進行を盛り込むことで、響きの上で豊かさと新しさを盛り込み、「ソプラノ主題」から更に離れる効果を狙っている。「ソプラノ主題」の中間部は属和音が保留され、属音が「リズム素材w」を奏でるのが規定であるが、ここでは「リズム素材w」が属音の半音上（短2度上）の「変ハ」音を連打し、これまでに感じたことのない調性の不確かさに驚かされることとなる。ここまでくると、随分と主題を壊したこととなる。
第11変奏
第10変奏の反対で、ここでは左手の上を右手が行き来する音楽が対抗する。第10変奏では、和声的に新しい響きを盛り込んだが、第11変奏では経過的な重音があるにしても標準的な変ホ長調の響きの中、行進曲のようなきっぱりとした音楽で和声的な第10変奏とリズム的な第11変奏を対比させる。
第12変奏
第9変奏で重音の超絶技巧が繰り広げられたが、この第12変奏では新しい形で重音の超絶技巧が両手によって繰り広げられる。オクターヴと3度音程の組み合わせによって、16分音符2個がセットで動きを構成する。まさにロマン派の作曲家たちの困難なピアニズムを先取りした書法である。
第13変奏
ベートーヴェンらしいピアニズムのひとつである和音の連打が特徴の変奏である。それに対し、ソプラノ声部では前打音で装飾された保続音しか見せない。つまり、もはや「ソプラノ主題」は消え去り、それは和声主題のみとなったことを示す。前半は属音の保続、後半は主音の保続となっている。
第14変奏
第6変奏では並行調であるハ短調が登場していたが、ここで初めて同主短調である変ホ短調が現れる。第13変奏で「ソプラノ主題」が明確に消え去ったことから、忘れられていた「バス主題」がここで改めて登場し、それを思い出させてくれる。変ホ短調は主調から遠隔調であるため、雰囲気が大きく変わり、テンポも自然と落ち込む。この先、どう展開するのか想像困難な流れとなる。後半部分では、「フーガ主題」が後々にフーガの中で冒頭2音だけの姿に短縮されることを、ここで予告もしている。
第15変奏
主調に戻り、美しいアリアがゆっくりと歌い上げられ、テンポがゆっくりであることから、とても長い変奏に仕上がっている。技巧的な盛り上がりと共に、このまま曲が終わるのだと感じさせる。
終結部
静かな終結部に進み、曲がこのまま収束することを感じさせる。しかし、ハ短調、そしてヘ短調に寄り、ハ短調の属和音の保続が始まるため、聴衆は特別な終わり方をするか、終わりでない可能性が感じられる設定が仕組まれる。
フーガ1
前の終結部の最後に保続されたハ短調の属和音から、三度転調によって直接変ホ長調のフーガが始まる。3声のフーガとして進められ、応唱は通常の変応が成立するのにもかかわらず、ベートーヴェンは変則的な変応としている。つまり、変奏の「バス主題」から冒頭4音の「素材ɴ」を引用して「フーガ主題[N]」を新たに生成しているが、「素材ɴ」冒頭の5度上行を4度上行に変更すると、4度上行が2回繰り返される音形（「素材N」）として生まれ変わるため、2音単位で同形反復（ゼクエンツ）や切迫（ストレッタ）を組める便利なモティーフとして活用できるという理由からである。途中で一度だけ気紛れに、変奏の「ソプラノ主題」も現れつつ、切迫（ストレッタ）で高揚を迎え、そのままフーガ2（反行フーガ）の提示へと連結される。
フーガ2（反行フーガ）
「フーガ主題[N]」の音高を上下逆にした「フーガ主題[И]」を変ホ長調で始める。冒頭は2声から始められ、応唱も2声で提示される。「フーガ主題[И]」の冒頭は4度下行（「素材и」）であるが、フーガ1と同じ理由により、あえて5度下行に変形することで、5度下行が2回繰り返される音形（「素材И」）として生まれ変わるため、素材の扱いの可能性を高めている。しかしながら、フーガ2は素材の扱いによる充実度は低く、「素材И」を用いた本体はフーガ1より短い。後半は、「素材N」に基づく4度上行と、2素材に基づく8度下行・8度上行を組み合わせて切迫（ストレッタ）で高揚させる。フェルマータによって4度上行を示し、引き続きAdagioで4度下行を示して、2回の4度進行を経て、作品全体の終結部へと移行する。
第16変奏（終結部1）- 第17変奏（終結部2）
終結部ではふたつの変奏が続くが、本来の繰り返し部分も含めて8小節ごとに異なる変奏を施しながら音楽が進むという通常の変奏曲にはない形を最後に展開するため、第16変奏・第17変奏とはしなかったと推測される。ふたつの変奏は十分な長さを得、徐々に音符を細分化させていくベートーヴェン好みの展開で変奏の高揚を形づくっている。
結尾部（終結部3）
「ソプラノ主題」の冒頭素材を変奏することで、フーガで幾度となく強調された4度進行が生まれることを示し、4度音程とその転回音程である5度音程をソプラノとバスで入り組ませ、最後に4度上行と5度下行の組み合わせで終始和音を提示する。